# Weichwarzige Sternschnecke
Die Weichwarzige Sternschnecke (Acanthodoris pilosa) ist eine Art aus der Unterordnung der Nacktkiemer, die zu den Schnecken und somit zum Stamm der Weichtiere gehört. Die Sternschnecke wird wie viele andere Nacktkiemer auch im Volksmund als „Unterwasser-Nacktschnecke“ bezeichnet.

## Heimat
Diese Schnecke ist im Mittelmeer und im Atlantik, sowie auch in dessen Seitenmeeren Ärmelkanal, Nordsee und der westlichen Ostsee beheimatet. Dort findet man sie auf Hartböden, Molluskenschalen und Algen. Man sichtet sie von der Gezeitenzone an abwärts.

## Aussehen
Die weiße, graue oder auch dunkelbraune Weichwarzige Sternschnecke hat wie viele andere Nacktkiemerschnecken auch einen plumpen und ovalen Körper mit zwei einziehbaren, lamellierten Kopffühlern, den Rhinophoren. Diese Fühler sind von flachen, spitz gezähnten Kragen umrahmt. Der Rücken ist bedeckt mit einer Vielzahl an spitzen Fortsätzen (Papillen), der After wird von einem Kiemenkranz umstanden. Das Tier erreicht eine Länge von fünf Zentimetern.

## Lebensweise
Die Schnecke ist ein extremer Nahrungsspezialist – ihr Speiseplan besteht nur aus Moostieren aus den Gattungen Flustrellidra und Alcyondium. Andere Nahrung wird nicht angenommen.